# الجماء (لودر)

تعديل مصدري - تعديل

الجماء هي إحدى قرى عزلة زارة بمديرية لودر التابعة لمحافظة أبين، بلغ تعداد سكانها 142 نسمة حسب تعداد اليمن لعام 2004.